# Betongtavlen
Betongtavlen ist ein norwegischer Architekturpreis, der seit 1961 meist jährlich im Spätsommer/Herbst für Bauwerke in Norwegen verliehen wird, bei denen „Beton umweltgerecht, ästhetisch und technisch in herausragender Weise verwendet wurde“. Der Siegerbau wird von zwei Mitgliedern des Landesverbandes Norwegischer Architekten (Norske arkitekters landsforbund, NAL) und drei Repräsentanten des Interessensverbandes Norwegische Betonvereinigung (Norsk Betongforening) ermittelt, und der Preis kann für alte oder neue Bauten vergeben werden. Betongtavlen geht auf eine Initiative des norwegischen Ingenieurs Sven Thaulow zurück, der sich eloquent für die Verwendung von Beton einsetzte. Nicht zu verwechseln ist der Preis mit dem Betongelementprisen, der seit 1987 vom Nationalen Verband Norwegischer Architekten (NAL) für den Einsatz von Betonfertigteilen verliehen wird.

## Preisträger
| Nr. | Jahr | Bauwerk                                        | Lage | Beschreibung | Architekt | Bild |
| --- | ---- | ---------------------------------------------- | --- | --- | --- | ---- |
| 1.  | 1961 | Bakkehaugen kirke                              | Oslo 59° 56′ 56,1″ N, 10° 45′ 14,9″ O                                                                   | Norwegische Kirche | Erling Viksjø |      |
| 2.  | 1962 | Lagerhus for biler                             | Oslo 59° 54′ 30,6″ N, 10° 42′ 40,6″ O                                                                   | Inzwischen abgerissenes Lagerhaus für Autos                                                                               | Jarle Berg |      |
| 3.  | 1963 | Tromsøbrua                                     | Tromsø, Troms 69° 39′ 6,5″ N, 18° 58′ 32,1″ O                                                           | Straßenbrücke über den Tromsøysund                                                                                        | A. Aas-Jakobsen A/S; Erling Viksjø |      |
| 4.  | 1964 | Asker rådhus                                   | Asker, Akershus 59° 50′ 14,5″ N, 10° 26′ 9,6″ O                                                         | Rathaus | Lund & Slaatto |      |
| 5.  | 1965 | Industriens og Eksportens hus                  | Oslo 59° 54′ 51,1″ N, 10° 43′ 8,7″ O                                                                    | Geschäfte sowie Bürogebäude für Norges Industriforbund und Norges Eksportråd                                              | John Engh |      |
| 5.  | 1965 | Havnelageret                                   | Oslo 59° 54′ 27,5″ N, 10° 44′ 47,7″ O                                                                   | ehem. Speicher (erbaut 1916–1920), heutiges Bürogebäude                                                                   | Bredo Berntsen |      |
| 6.  | 1966 | Vekterkvarteret                                | Moss, Østfold                                                                                           | Wächterviertel | P A M Mellbye |      |
| 7.  | 1976 | Condeep-plattformen                            | Stavanger, Rogaland                                                                                     | Condeep-Bohrinseln | Norwegian Contractors |      |
| 7.  | 1976 | Zakariasdammen                                 | Tafjord, Norddal, Møre og Romsdal 62° 12′ 7,2″ N, 7° 29′ 23,4″ O                                        | Staudamm des Tafjord IV Wasserkraftwerks                                                                                  | |      |
| 7.  | 1976 | Domkirkeodden (Hedmarksmuseet)                 | Hamar, Hedmark 60° 47′ 33,3″ N, 11° 2′ 23,9″ O                                                          | Museumsgebäude | Sverre Fehn |      |
| 7.  | 1976 | Romsås stasjon                                 | Oslo 59° 57′ 43″ N, 10° 53′ 26,3″ O                                                                     | U-Bahnhof der Linie 5 | Håkon Mjelva |      |
| 8.  | 1977 | Veritas-Senteret                               | Høvik, Bærum, Akershus 59° 53′ 17,4″ N, 10° 33′ 46,3″ O                                                 | Hauptquartier der Stiftung Det Norske Veritas                                                                             | Lund & Slaatto |      |
| 9.  | 1978 | Grieghalle                                     | Bergen, Hordaland 60° 23′ 19,9″ N, 5° 19′ 41,4″ O                                                       | Konzerthalle mit 1500 Sitzplätzen                                                                                         | Knud Munk |      |
| 10. | 1980 | Bryggens Museum                                | Bergen, Hordaland 60° 23′ 54,1″ N, 5° 19′ 21,9″ O                                                       | Bryggen-Museum mit archäologischen Fundstücken                                                                            | Øivind Maurseth |      |
| 11. | 1981 | Broene på Furuset                              | Oslo-Alna 59° 56′ 16,1″ N, 10° 53′ 30,2″ O                                                              | Brücken in Furuset | Dipl. Ing. F.R. Haugli |      |
| 11. | 1981 | Universitetet i Trondheim                      | Trondheim, Trøndelag 63° 24′ 30″ N, 10° 28′ 10,7″ O                                                     | Kampusgebäude der Universität Trondheim in Dragvoll                                                                       | Henning Larsen |      |
| 12. | 1985 | Grønland politistasjon                         | Oslo 59° 54′ 38,7″ N, 10° 46′ 14,3″ O                                                                   | Eine von fünf Polizeistationen in Oslo                                                                                    | Telje–Torp–Aasen Arkitektkontor |      |
| 12. | 1985 | Royal Garden Hotel                             | Trondheim, Trøndelag 63° 26′ 0,6″ N, 10° 24′ 18,2″ O                                                    | Hotelanlage am Nidelva | CFKL Arkitektgruppe |      |
| 12. | 1985 | Saltstraumen bru                               | Bodø, Nordland 67° 13′ 52,3″ N, 14° 36′ 48,1″ O                                                         | Straßenbrücke über den Saltstraumen                                                                                       | Landschaftsarchitekten: Hindhamar Sundt Thomassen A/S. Ing.: A. Aas-Jakobsen A/S                                                               |      |
| 12. | 1985 | Snarøya kirke                                  | Bærum, Akershus 59° 52′ 52,3″ N, 10° 36′ 39,8″ O                                                        | Norwegische Kirche | Odd Østbye, Harald Hille |      |
| 13. | 1986 | Det Norske Teatret                             | Oslo 59° 54′ 54,7″ N, 10° 44′ 18,7″ O                                                                   | Theater mit Stücken in Nynorsk oder norwegischen Dialekten                                                                | Arkitektkontoret 4B |      |
| 13. | 1986 | Kaffehuset Friele                              | Bergen, Hordaland 60° 19′ 8,1″ N, 5° 21′ 51,5″ O                                                        | Kaffee-Brennerei in Bergen-Midtun                                                                                         | Jørgen Djuurhus, Erik Fersum |      |
| 14. | 1987 | Kreditkassens nye hovedkontor                  | Oslo 59° 55′ 40,4″ N, 10° 42′ 40,6″ O                                                                   | Hauptquartier der Bank- und Finanzgesellschaft Christiania Bank og Kreditkasse                                            | Lund & Slaatto, Østbye-Kleven-Almaas-Wike |      |
| 15. | 1988 | Sølvberget-Stavanger kulturhus                 | Stavanger, Rogaland 58° 58′ 17″ N, 5° 44′ 0″ O                                                          | Kulturzentrum mit Museum, Kino, Werkstatt, Galerie, Café und Bibliothek                                                   | Lund & Slaatto |      |
| 15. | 1988 | Torgeir Norheims hus                           | Stavanger, Rogaland 58° 59′ 31,9″ N, 5° 41′ 31,2″ O                                                     | Haus des Architekten Torgeir Norheim                                                                                      | Torgeir Norheim |      |
| 16. | 1989 | Førrevassdammen                                | Bykle, Aust-Agder 59° 20′ 40,7″ N, 7° 17′ 33,6″ O                                                       | Norwegens größter Betonstaudamm am Blåsjø                                                                                 | Ing.: Chr. F. Grøner A/S |      |
| 16. | 1989 | St. Magnus kirke                               | Lillestrøm, Akershus 59° 57′ 36,3″ N, 11° 3′ 20,1″ O                                                    | Norwegische Kirche | Lund & Slaatto |      |
| 17. | 1991 | Enebolig i Elmholtveien 6                      | Oslo 59° 55′ 28,8″ N, 10° 40′ 3,3″ O                                                                    | Einfamilienwohnhaus am Elmholtveien 6 in Oslo                                                                             | Narud-Stokke-Wiig |      |
| 17. | 1991 | Trafikkanlegg ved E-18                         | Stavanger, Rogaland                                                                                     | Verkehrsanlage an der Europastraße 18                                                                                     | Telje–Torp–Aasen Arkitektkontor, Østbye-Kleven-Almaas-Wike, Ovrums Arkitektkontor, Landschaftsarchitekten: Grindaker, Lunde, Orre und Fluksrud |      |
| 18. | 1992 | Norsk Bremuseum                                | Fjærland, Sogndal, Sogn og Fjordane 61° 25′ 24,3″ N, 6° 45′ 43,4″ O                                     | Norwegisches Gletschermuseum                                                                                              | Sverre Fehn |      |
| 18. | 1992 | Skarnsundbrua                                  | Inderøy/Mosvik, Trøndelag 63° 50′ 36,2″ N, 11° 4′ 33,6″ O                                               | Straßenbrücke über den Skarnsund im Trondheimfjord                                                                        | Ing.: Johs. Holt A/S |      |
| 19. | 1993 | Lysgårdsbakken Lysgårdsbakkene Hoppanlegg      | Lillehammer, Oppland 61° 7′ 32,5″ N, 10° 29′ 15,7″ O                                                    | Skisprungschanzenanlage                                                                                                   | ØKAW Arkitekter |      |
| 20. | 1994 | Broen over Engervannet                         | Sandvika, Bærum, Akershus 59° 53′ 38,9″ N, 10° 31′ 34,9″ O                                              | Brücke über den Binnensee Engervannet                                                                                     | Knutsen & Lundevall A/S, Arne Henriksen, Ing.: A. Aas-Jakobsen A/S                                                                             |      |
| 21. | 1995 | Sea Troll Troll A platform                     | Troll-Gasfeld, Nordsee 100 km vor der norwegischen Küste, westlich von Bergen 60° 40′ 0″ N, 3° 40′ 0″ O | Größte Bohrinsel der Welt und größte Gasförderplattform der Nordsee.                                                      | Norwegian Contractors, Dr. techn. Olav Olsen, Grøner Multiconsult Joint Venture                                                                |      |
| 22. | 1996 | Grenlandsbrua, Brevik/Stathelle                | Bamble/Porsgrunn, Telemark 59° 3′ 10″ N, 9° 40′ 31,6″ O                                                 | Straßenbrücke über den Frierfjord                                                                                         | Lund & Slaatto A/S, Lunde & Løvseth A/S., Landschaftsarchitekten: Hindhamar Sundt Thomassen A/S                                                |      |
| 23. | 1997 | Tower am Flughafen Oslo-Gardermoen             | Gardermoen, Ullensaker, Akershus 60° 11′ 33,8″ N, 11° 5′ 51″ O                                          | Flughafenkontrollturm am Flughafen Oslo-Gardermoen                                                                        | Aviaplan A/S |      |
| 24. | 1998 | Rena leir                                      | Åmot, Hedmark 61° 9′ 3,6″ N, 11° 23′ 42,7″ O                                                            | Kaserne der Østerdal Garnison                                                                                             | LPO arkitekter |      |
| 25. | 1999 | Hølendalen bruer                               | Hølen, Vestby, Akershus 59° 32′ 18,9″ N, 10° 43′ 36,5″ O                                                | Hølentalbrücken: Zwei Autobahnbrücken (E6) und eine zweispurige Eisenbahnbrücke                                           | Lunde & Løvseth A/S., Ing.: Johs. Holt A/S |      |
| 26. | 2000 | Ivar Aasen-tunet                               | Ørsta, Møre og Romsdal 62° 10′ 45,8″ N, 6° 3′ 37,1″ O                                                   | Dokumentations- und Erlebniszentrum für die Nynorsk-Schriftkultur                                                         | Sverre Fehn |      |
| 26. | 2000 | Realfagbygget (NTNU)                           | Gløshaugen, Trondheim, Trøndelag 63° 24′ 56,1″ N, 10° 24′ 23,1″ O                                       | Gebäude für Exakte Wissenschaften der Technisch-Naturwissenschaftlichen Universität Norwegens in Gløshaugen bei Trondheim | Narud-Stokke-Wiig AS, HUS sivilarkitekter MNAL                                                                                                 |      |
| 27. | 2001 | Telenorsenteret                                | Kokstad, Bergen, Hordaland 60° 17′ 19,3″ N, 5° 15′ 32,4″ O                                              | Hauptquartier der norwegischen Telefongesellschaft Telenor                                                                | Pedersen/Ege arkitekter AS, Bjerk og Bjørge as v/Einar Tønseth                                                                                 |      |
| 28. | 2002 | Norges Varemesse                               | Lillestrøm, Akershus 59° 57′ 3,4″ N, 11° 3′ 14,3″ O                                                     | Messegelände der Stiftung Norwegens Warenmesse                                                                            | Arne Henriksen Arkitekter, Bystrup Arkitekter                                                                                                  |      |
| 28. | 2002 | Villa Berg Nåvik                               | Asker, Akershus                                                                                         | Einfamilienwohnhaus Berg/Nåvik                                                                                            | Dahle Dahle Arkitekter ANS |      |
| 29. | 2003 | Villa Bakke                                    | Sandvika, Bærum, Akershus                                                                               | Einfamilienwohnhaus Bakke                                                                                                 | MMW arkitekter |      |
| 30. | 2004 | Elgeseter bru                                  | Trondheim, Trøndelag 63° 25′ 26,1″ N, 10° 23′ 38,8″ O                                                   | E6-Straßenbrücke über die Nidelva                                                                                         | Gudolf Blakstad, Herman Munthe-Kaas |      |
| 30. | 2004 | Vardåsen kirke                                 | Asker, Akershus 59° 49′ 33,6″ N, 10° 24′ 48,4″ O                                                        | Norwegische Kirche | Østgaard Arkitekter |      |
| 31. | 2006 | Neue Svinesundbrücke                           | Halden, Østfold 59° 5′ 39,6″ N, 11° 15′ 6,6″ O                                                          | E6-Autobahnbrücke über den Svinesund                                                                                      | Lund & Slaatto Arkitekter AS, Sundt und Thomassen AS, Landschaftsarchitekten: MNLA und Dr.ing. A. Aas-Jakobsen AS                              |      |
| 32. | 2007 | Sohlbergplassen                                | Stor-Elvdal, Hedmark 61° 52′ 26,4″ N, 10° 11′ 30,8″ O                                                   | Rastplatz am Riksveg 27 mit Aussicht(splattform) im Rondane-Nationalpark                                                  | Carl-Viggo Hølmebakk |      |
| 33. | 2008 | Gyldendalhuset                                 | Oslo 59° 54′ 56,7″ N, 10° 44′ 19,5″ O                                                                   | Sitz des Gyldendal Norsk Forlag                                                                                           | Sverre Fehn |      |
| 34. | 2009 | Nasjonalmuseet for kunst, arkitektur og design | Oslo 59° 54′ 58″ N, 10° 44′ 15″ O                                                                       | Norwegisches Nationalmuseum für Kunst, Architektur und Design                                                             | Sverre Fehn |      |
| 35. | 2010 | Lærernes Hus                                   | Oslo 59° 54′ 57,2″ N, 10° 45′ 17,8″ O                                                                   | Fassade des Konferenzzentrums der norwegischen Lehrervereinigung Utdanningsforbundet                                      | Element Arkitekter AS |      |
| 36. | 2011 | Midtåsen skulpturpark                          | Sandefjord, Vestfold 59° 8′ 31,2″ N, 10° 13′ 3″ O                                                       | Auswahl von Marmor- und Bronzeskulpturen des norwegischen Bildhauers Knut Steen                                           | Lund Hagem arkitekter AS |      |
| 36. | 2011 | Bjørvikatunnel                                 | Oslo 59° 54′ 22″ N, 10° 45′ 5,5″ O                                                                      | Sechsspuriger Straßentunnel im Verlauf der E18 im Zentrum Oslos                                                           | Dr. Ing. A. Aas-Jakobsen |      |
| 37. | 2012 | Trollstigplatået                               | Trollstigen, Møre og Romsdal                                                                            | Plattform auf der Touristenstrecke Geiranger–Trollstigen,                                                                 | Reiulf Ramstad Arkitekter AS |      |
| 33. | 2013 | Selvika rasteplass                             | Havøysund                                                                                               | Rastplatz auf der Touristenstrecke Havøysund                                                                              | Reiulf Ramstad Arkitekter AS |      |
| 34. | 2014 | Villa Holtet/Larsen                            | Stange, Hedmark                                                                                         | Haus | Tegnestuen Vandkunsten AS mit Anderssen+Fremming AS                                                                                            |      |
| 35. | 2015 | Gulli bru                                      | Kongsvinger, Innlandet                                                                                  | Brücke | Skanska Norge AS |      |
| 35. | 2015 | Kimen Kulturhus                                | Stjørdal, Trøndelag                                                                                     | Kulturhaus | Kimen Kulturhus: Reiulf Ramstad Arkitekter AS, Lusparken Arkitekter AS, JSTArkitekter AS                                                       |      |
| 36. | 2016 | Utsikten Gaularfjell                           | Jølster (jetzt Sunnfjord, Vestland)                                                                     | Aussichtspunkt | Code:arkitektur |      |
| 36. | 2016 | Knapphullet                                    | Sandefjord, Vestfold                                                                                    | Ferienhaus | Lund Hagem Arkitekter |      |
| 37. | 2017 | Holmestrand stasjon                            | Holmestrand, Vestfold                                                                                   | Bahnhof | Gottlieb Paludan Architects |      |
| 38. | 2018 | Bukkekjerka                                    | Andøy, Nordland                                                                                         | Aussichtspunkt | Morfeus AS arkitekter |      |
| 39. | 2019 | Under                                          | Lindesnes                                                                                               | Unterwasserrestaurant | Snøhetta |      |
| 39. | 2019 | Teglen                                         | Spikkestad, Asker                                                                                       | Kirche und Kulturzentrum                                                                                                  | Einar Dahle Arkitekter + Hille Melbye Arkitekter                                                                                               |      |
| 40. | 2020 | Deichman Bjørvika                              | Bjørvika, Oslo                                                                                          | Bibliothek | Lund Hagem Arkitekter, Atelier Oslo |      |
| 41. | 2021 | Wohnhaus in Sandnes                            | Sandnes                                                                                                 | Einfamilienhaus | Trodahl Architects |      |
| 42. | 2022 | Pir Ålesund                                    | Keiser Wilhelms Tor 22, Ålesund                                                                         | Bürogebäude | Mad Arkitekter, Sandbakk & Pettersen Arkitekter AS                                                                                             |      |
| 43. | 2023 | Villa Bygdøy                                   | Oslo | Villa | Lund Hagem Arkitekter |      |
| 43. | 2023 | Nydalsbrua                                     | Trondheim                                                                                               | Brücke | Plan arkitekter |      |